# ふゆの仁子
ふゆの 仁子（ふゆの じんこ、10月10日 - ）は、日本のボーイズラブ小説家。血液型はA型。
1993年にビブロス『小説b-Boy3rd』連載された「冷たい瞳のプリンス」でデビュー。

## 作品リスト
複数巻ある作品のうち、各巻に副題がないものは省略してまとめて表記。新装版があっても、表紙イラストに変更が無いものは割愛している。
1994
- 冷たい瞳のプリンス（イラスト：：葵二葉、紅三葉）

1995
- engage ～君だけを愛す～ 全2巻（イラスト：石田育絵） - 合本新装版がengage 1 君だけを愛す（イラスト：水名瀬雅良）として2014年に刊行

1996
- 始まりも終わりもない（イラスト：ビリー高橋）
- CLICKER(クリッカー)（イラスト：ヒロミ五十嵐）
- 好きと伝えるために（イラスト：尾崎芳美）
- UTOPIA(ユートピア)（イラスト：ビリー高橋）
- あなたにここにいてほしい（イラスト：黒泉らら）
- あなたの夢になりたい（イラスト：東城和実）
- FOR DEAR(フォーディア)（イラスト：ビリー高橋）

1997
- 夢でなく（イラスト：東城和実）
- 君がため（イラスト：藤井咲耶）
- 月に泣いて（イラスト：石原理）
- 離れざる想い 全3巻（イラスト：石田育絵） - 合本新装版がengage 2 離れざる想い（イラスト：水名瀬雅良）として2014年に刊行
- 陶酔（イラスト：石原理）
- LOOSER(ルーサー) 全2巻（イラスト：石田育絵）– 合本新装版がengage 3 番外編 LOOSER（イラスト：水名瀬雅良）として2015年に刊行
- メリーメイカーズ（イラスト：楠本こすり）
- 生理学実習室へおいで（イラスト：花本安嗣）
- 月光庭園（イラスト：石原理）

1998
- 幾千万の星のもとで（イラスト：梶原にき）
- ONE MORE(ワンモア)（イラスト：やまかみ梨由） - 新装版が（イラスト：麻生海）として2004年に刊行
- トリプルキャスト1 君に会いに行かなくちゃ（イラスト：穂波ゆきね）
- 愛しすぎて遠い瞳 全2巻（イラスト：葵二葉、紅三葉）
- 飛沫の鼓動（イラスト：不破慎理）
- トリプルキャスト2 君がいないと寂しいよ（イラスト：穂波ゆきね）
- うら若き性少年の悩み（イラスト：不破慎理）
- キッスランディング（イラスト：花咲桜子）
- 飛沫の輪舞（イラスト：不破慎理）
- トリプルキャスト3 君と幸せになるために（イラスト：穂波ゆきね）

1999
- 天国への階段（イラスト：二宮悦巳）
- 夕焼け町ロマンス（イラスト：里中守）
- 飛沫の円舞（イラスト：不破慎理）
- HOLD ON ME（イラスト：宗真仁子）
- pure heart―engage ex.（イラスト：石田育絵）
- 黄昏時の恋（イラスト：里中守）
- 太陽が満ちるとき（イラスト：高久尚子）
- ミッドナイト・ラブ・フライング（イラスト：花吹雪桜子）
- Get a chance（イラスト：左崎なおみ）
- 甘く優しく、そして切なく（イラスト：不破慎理）
- 恋に落ちて（イラスト：桃山恵）

2000
- 年下の男（イラスト：北畠あけ乃）
- フラジールな関係（イラスト：蔵王大志）
- 愛をください（イラスト：水木かおる）
- 管制塔のラプンツェル（イラスト：花吹雪桜子）
- Gのエクスタシー（イラスト：やまねあやの）
- ヘヴンズアプローチ（イラスト：花吹雪桜子）
- ボディスペシャルNo.1（イラスト：やしきゆかり）
- エロティック（イラスト：あじみね朔生）
- 深海魚たちのうた（イラスト：蓮川愛）
- 愛をあげるよ（イラスト：水木かおる）

2001
- 恋愛戦略の定義（イラスト：雪舟薫）
- 高慢な天使と紳士な野蛮人（イラスト：やまねあやの）
- ビタミン愛は勝利の呪文（イラスト：高久尚子）
- ノスタルジック・ラヴ（イラスト：金ひかる）
- 愛をもらって（イラスト：水木かおる）
- デキる男（イラスト：海老原由里）
- フラワー・ステップ（イラスト：夏乃あゆみ）
- 夢見る頃を過ぎても（イラスト：高宮東）
- 禁欲的なエロス（イラスト：あじみね朔生）
- ミダラなアナタ（イラスト：みなみ遥）

2002
- 司祭たちの夜（イラスト：佐々成美）
- プライベート・レッスン（イラスト：秋月千璃）
- スペシャリスト（イラスト：如月弘鷹）
- 眠り姫症候群（イラスト：高橋悠）
- 憎みきれないろくでなし（イラスト：やまねあやの）
- ソムリエのくちづけ（イラスト：北畠あけ乃）
- ハードボイルドにはなれなくて（イラスト：実相寺紫子）
- 官能のスパイラル（イラスト：みささぎ楓李）
- 勝手にしやがれ!ろくでなし（イラスト：やまねあやの）
- 純情なジレンマ（イラスト：にゃおんたつね）
- プライドの欲望（イラスト：須賀邦彦）
- 逃走経路―夢のあとに（イラスト：山田ユギ）
- GET YOU!?―悩める生徒会長に愛の手を（イラスト：高宮東）
- ワガママなアナタ（イラスト：みなみ遥）

2003
- 冷たい男（イラスト：海老原由里）
- GET YOU!?―生徒会長はご満悦（イラスト：高宮東）
- 貴方は完璧な秘書（イラスト：奥田七緒）
- 司祭たちの誓い（イラスト：佐々成美）
- 紳士とワルツを（イラスト：陸裕千景子）
- 世界のすべてが敵だとしても（イラスト：海老原由里） - 新装版がイラストレーター変わらず2011年に刊行
- 永遠では長すぎる（イラスト：雪舟薫）
- 透明なココロ（イラスト：今市子）
- 愛しかいらねえよ。（イラスト：タカツキノボル）
- ピアニスト（イラスト：如月弘鷹）
- 紳士とワルツを（イラスト：陸裕千景子）
- 世界は二人のために（イラスト：海老原由里） - 新装版がイラストレーター変わらず2011年に刊行

2004
- 奇跡のエメラルド（イラスト：海老原由里）
- 食うか食われるか（イラスト：円陣闇丸）
- 焦がれる肌（イラスト：桜城やや）
- アメジストの瞳に囚われて（イラスト：片岡ケイコ） - 新装版が電子書籍で（イラスト：もざ）として2015年に刊行
- そして僕らは、（原作：Spray、イラスト：あるまじろう）
- 極上ホテルの甘美な法則（イラスト：高宮東）
- 偽りのコントラスト（イラスト：水名瀬雅良）
- 大人になるための条件（イラスト：あさとえいり）
- 悪い男に愛されて（イラスト：陸裕千景子）
- 梨園の貴公子（イラスト：円陣闇丸）
- 躰だけじゃたりねえよ。（イラスト：タカツキノボル）
- 酷い男に愛されて（イラスト：陸裕千景子）

2005
- 極上ホテルの怜悧な誘惑（イラスト：高宮東）
- オニキスの瞳に魅せられて（イラスト：片岡ケイコ） - 新装版が電子書籍で（イラスト：もざ）として2016年に刊行
- 狡い男に愛されて（イラスト：陸裕千景子）
- 駆け引きはベッドの上で（イラスト：奈良千春）
- 龍を飼う男（イラスト：奈良千春）
- 不夜城のダンディズム（イラスト：やまねあやの）
- 朝比奈弁護士の昼下がりの情事（イラスト：陸裕千景子）
- 恋愛方程式の解法（イラスト：ヤマダサクラコ）
- すべては太陽のしわざ（イラスト：小山田あみ）
- 100万$の男（イラスト：海老原由里）

2006
- キス ランディング（イラスト：タカツキノボル）
- すべては太陽のたくらみ（イラスト：小山田あみ）
- 躰だけじゃたりねえよ。（イラスト：タカツキノボル）
- 魂ごとくれてやる。（イラスト：タカツキノボル）
- 桐生弁護士の真夜中の秘め事（イラスト：陸裕千景子）
- 蜜約はスーツを脱いで（イラスト：奈良千春）
- 滴る蜜の甘い情熱（イラスト：海老原由里）
- 欲望という名の愛（イラスト：蓮川愛）
- 龍の後継者（イラスト：奈良千春）
- 薔薇は咲くだろう（イラスト：亜樹良のりかず）
- 愛の罪 恋の罰（イラスト：佐々木久美子）
- ラブフライング（イラスト：タカツキノボル）
- ヘヴンズアプローチ（イラスト：タカツキノボル）
- 藤原医師の淫らな接待（イラスト：佐々木久美子）

2007
- 不埒な男（イラスト：海老原由里）
- 吉崎医師の甘美な診察（イラスト：佐々木久美子）
- ベリアルの誘惑（イラスト：高階佑）
- その裏切りが、愛を成す（イラスト：佐々木久美子）
- 穢れなき狂暴な愛情（イラスト：志水ゆき）
- 華麗なる紳士のウェディング（イラスト：奈良千春）
- もし恋でなかったとしても（イラスト：あさとえいり）
- 執着の絆（イラスト：一馬友巳）
- 獅子の黒炎（イラスト：奈良千春）

2008
- 梨園の貴公子 ～色悪～（イラスト：円陣闇丸）
- 蘭は渇望に濡れる（イラスト：奈良千春）
- トップ・シークレットは蜜の香り（イラスト：高座朗）
- 管制塔のラプンツェル（イラスト：タカツキノボル）
- 成層圏のアフロディーテ（イラスト：タカツキノボル）
- 嘘つきな天使（イラスト：奈良千春）
- 愛、さもなくば屈辱を（イラスト：汞りょう）
- 狂犬の愛し方（イラスト：沖銀ジョウ）
- 金髪と恋のレッスン（イラスト：楠木潤）
- 寡黙で鬼畜な秘書（イラスト：楠木潤）
- 野獣の甘いささやき（イラスト：楠木潤）

2009
- 自堕落な紳士（イラスト：楠木潤）
- 不器用な仕立て屋の恋（イラスト：楠木潤）
- 食うか食われるか（イラスト：円陣闇丸）
- 獅子の爪牙（イラスト：奈良千春）
- 鳳凰の天翔（イラスト：奈良千春）

2010
- -約束の地- 偽りの誓約（イラスト：羽根田実）
- あなたの嘘と恋の真実（イラスト：千川夏味）
- 忘れられない唇（イラスト：新藤まゆり）
- 龍の覇道 上巻･下巻（イラスト：奈良千春）
- 静かなる情熱 - 愛しかいらねえよ。番外編（イラスト：タカツキノボル）

2011
- 梨園の貴公子 ～外連～（イラスト：円陣闇丸）

2012
- 獅子の双飛（イラスト：奈良千春）
- 愛なのにね。～榊原さん家の恋愛事情～（イラスト：相葉キョウコ）
- 悪魔の証明（イラスト：立石涼）
- 天国にカンパイ（イラスト：六芦かえで）

2013
- 梨園の貴公子 ～秋波～（イラスト：円陣闇丸）
- 鳳凰の片翼（イラスト：奈良千春）
- 魅惑の甘い毒（イラスト：亜樹良のりかず）
- 麗しき魔性の籠絡（イラスト：小禄）

2014
- 堕天使は姦淫する（イラスト：高崎ぼすこ）
- 龍の逆鱗（イラスト：奈良千春）
- 梨園の貴公子 ～破瓜～（イラスト：円陣闇丸）
- 快楽の報酬（イラスト：黒田屑）
- 砂漠の鷹が愛でた獲物（イラスト：小禄）

2015
- 蒐集家は溺愛する（イラスト：高崎ぼすこ）
- 龍の策略（イラスト：奈良千春）
- 背徳のエロティシズム（イラスト：幸村佳苗）
- 梨園の貴公子 ～玉響～（イラスト：円陣闇丸）
- たくらみの枷（イラスト：えまる・じょん）

2016
- 虎に翼（イラスト：奈良千春）
- 双頭の鷹と砂漠の至宝（イラスト：笹原亜美）
- 獅子と冷獣（イラスト：奈良千春）
- 不可分な愛憎（イラスト：笠井あゆみ）
- 桃源郷の鬼（イラスト：小山田あみ）
- 金と黒の密やかな宿命（イラスト：周防佑未）
- 虎之介の恋人 ～梨園の貴公子番外編～（イラスト：円陣闇丸）

2017
- 霞が関で昼食を（イラスト：おおやかずみ）
- 霞が関で昼食を 恋愛初心者の憂鬱な日曜（イラスト：おおやかずみ）

2018
- 霞が関で昼食を 三度目の正直（イラスト：おおやかずみ）
- 麗鳥の絡繰（イラスト：奈良千春）
- 霞が関で昼食を 幸せのその先は（イラスト：おおやかずみ）

2019
- 龍の帰還（イラスト：奈良千春）
- 霞が関で昼食を つかのまの休息（イラスト：おおやかずみ）
- 霞が関で昼食を 秘密の情事（イラスト：おおやかずみ）

2020
- 龍の困惑（イラスト：奈良千春）

2021
- 狗の王（イラスト：黒田屑）
- 龍の恋炎（イラスト：奈良千春）

## 漫画原作
- デキる男（作画：海老原由里）